# 蒂拉瓦撞擊坑

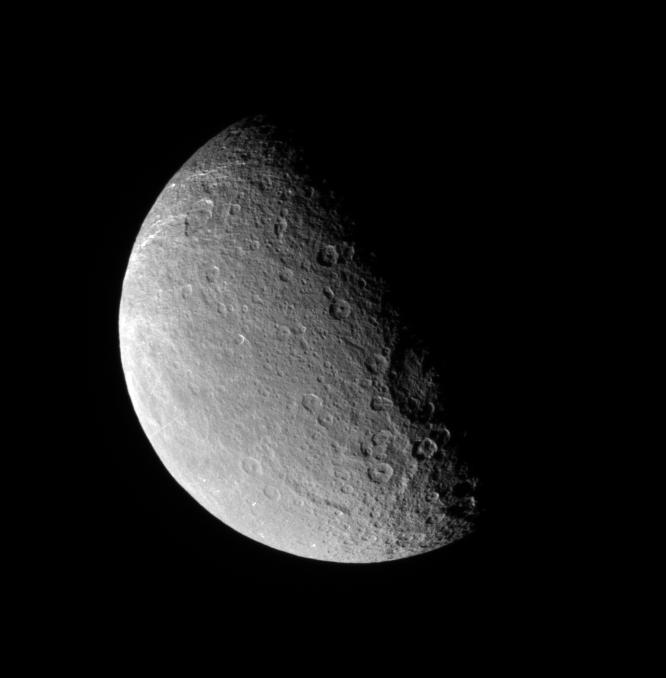
卡西尼號拍攝蒂拉瓦撞擊坑在土衛五的晨昏圈上。

蒂拉瓦撞擊坑（Tirawa basin）是位於土星的衛星土衛五上的一個大型撞擊坑，座標是34°12′N 151°42′W / 34.2°N 151.7°W。該撞擊坑由航海家1號飛掠土衛五時發現，之後由卡西尼－惠更斯号拍攝細節影像。該撞擊坑以美國原住民波尼族的創造之神命名。

## 地質
根據航海家號拍攝影像，蒂瓦拉撞擊坑深度約5公里，直徑約360公里。
該撞擊坑有一個稍為橢圓狀的外部輪廓，以及一個拉長的中央峰複雜地形，因此蒂瓦拉撞擊坑可能是由一個有傾斜角度的撞擊事件造成。蒂瓦拉撞擊坑重疊在更巨大，也受到更嚴重侵蝕的撞擊盆地瑪麻爾蒂撞擊坑西南角。